# هارييت شيبارد
هارييت شيبارد (بالإنجليزية: Harriet Sheppard)‏ هي عالمة نبات كندية، ولدت في 1783، وتوفيت في 1867.